# Би Уичт
Би Уичт (на английски: B*Witched) е ирландска женска група в състав сестрите близначки Едъл и Кийви Линч, Линдзи Армау и Шинийд О’Керъл. Активни са в преидоа между 1997 – 2002 г., и имат огромен успех в Европа и Северна Америка между 1998 – 2000 г. Групата има издадени два студийни албума, два мини албума и единадесет сингъла. Първите им четири сингъла, „C'est La Vie“, „Rollercoaster“, „I Belong To You“ и „Blame It on the Weatherman“, достигат до номер едно във Великобритания.
През 2002 г. след като са продали над 3 милиона албума по света, групата се разпада. На 18 октомври 2012 г. е обявено, че Би Уичт се събират. Групата тръгва на турне през 2013 заедно с Файв, 911, Атомик Китън, Хъниз, Либърти X и Блу.

## Дискография

### Студийни албуми
- B*Witched (1998)
- Awake and Breathe (1999)

### Компилации
- C'est la Vie (2006)

### EP албуми
- Across America 2000 (2000)
- Champagne or Guinness (2014)

### Сингли
- „C'est la Vie“ (1998)
- „Rollercoaster“ (1998)
- „To You I Belong“ (1998)
- „Blame It on the Weatherman“ (1999)
- „Jesse Hold On“ (1999)
- „I Shall Be There“ (1999)
- „Jump Down“ (2000)
- „Love and Money“ (2013)
- „We've Forgotten How“ (2014)
- „The Stars Are Ours“ (2014)
- „Hold On“ (2019)
- „Birthday“ (2023)

### Видео албуми
- We Four Girls Are Here to Stay! (1999)
- Jump Up Jump Down Live (2000)

## Турнета

### Самостоятелни
- Live in Concert (1999)
- Jump Up Jump Down Tour (2000 – 2001)
- The Big Reunion (2013)
- B*Witched Tour (2014 – 2019, 2021 – 2022)
- 25th Anniversary Tour (2023 – )

### Съвместни
- „The Big Reunion“ (2013)